# Gare de Lens
Gare de Lens – stacja kolejowa w Lens, w departamencie Pas-de-Calais, w regionie Hauts-de-France, we Francji.
Jest stacją Société nationale des chemins de fer français (SNCF), obsługiwaną przez pociągi TGV i TER Nord-Pas-de-Calais.